# Katastrofa lotnicza na Ławicy (1977)
Katastrofa lotnicza na Ławicy – wypadek lotniczy samolotu An-2 z 17 eskadry łącznikowej Dowództwa Wojsk Lotniczych, do którego doszło 14 lutego 1977 roku o godzinie 8:17. Zginęło w nim 3 członków załogi oraz 5 pasażerów – wysokich rangą oficerów Wojsk Lotniczych PRL.

## Przebieg zdarzenia
Samolot An-2 wystartował w kierunku na Warszawę o godzinie 8:09:46, w trudnych warunkach atmosferycznych. Na pokładzie znajdowała się komisja Dowództwa Wojsk Lotniczych, mająca dokonać przeglądu jednego z lotnisk. Po wykonaniu lotu w lewym kręgu, na wysokości 400 metrów załoga uznała, że wobec warunków atmosferycznych wykonanie zadania jest niemożliwe. O godzinie 8:15:10 pilot zameldował, że wraca na lotnisko, a około godziny 8:17 nastąpiło zderzenie maszyny z ziemią w rejonie lotniska Ławica w Poznaniu. Katastrofy nikt nie przeżył.

## Przyczyny
Za przyczyny katastrofy uznano:
- niedopuszczalne przechylenie samolotu w czasie zajścia do lądowania, spotęgowane włączeniem trymera lotek w kierunku przechylenia,
- niewłaściwe dowodzenie załogą,
- wykonanie zajścia do lądowania w trudnych warunkach atmosferycznych, bez wykorzystania środków radiotechnicznych.

## Ofiary

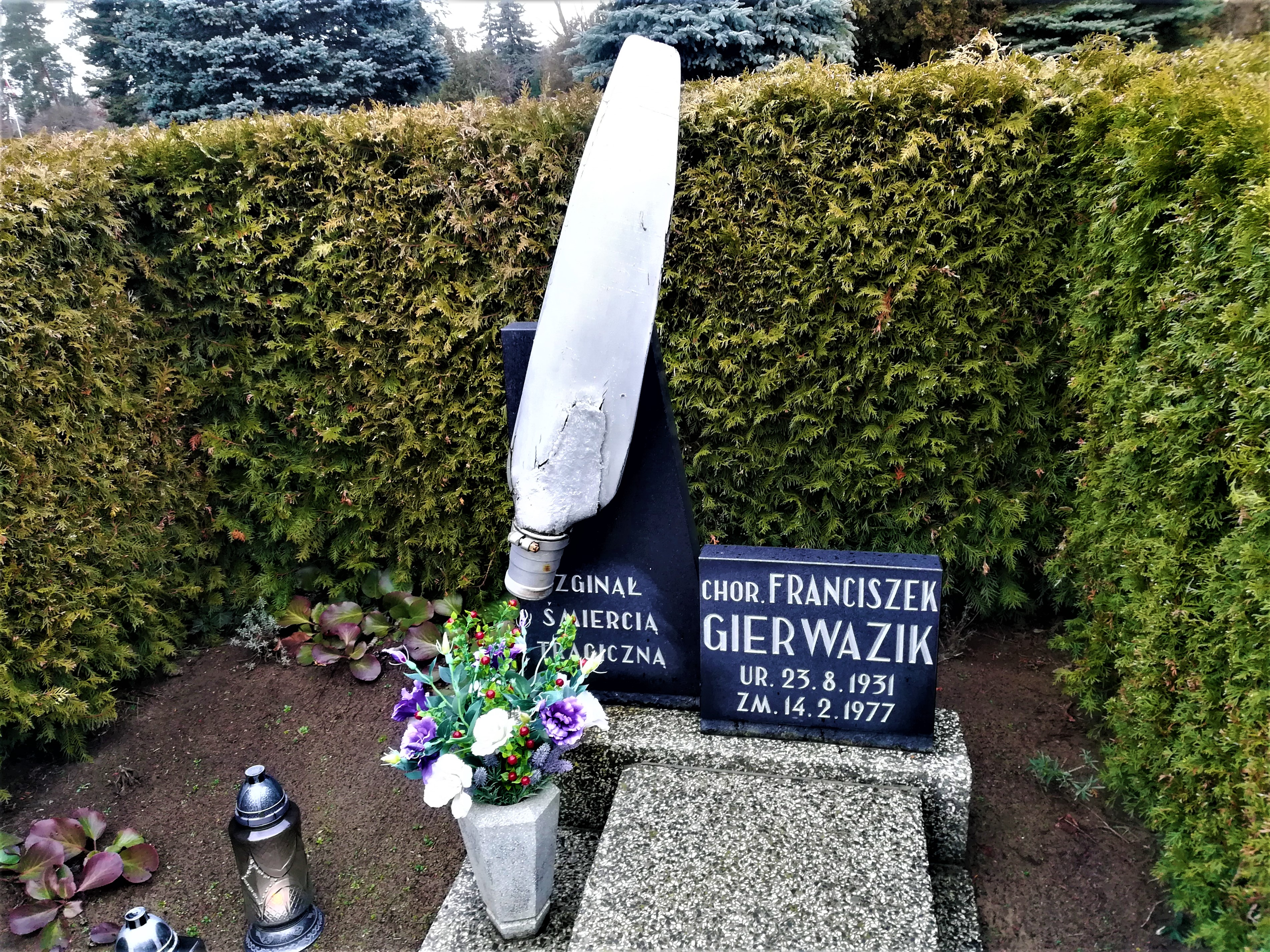
Grób sierż. sztab. Franciszka Gierwazika na cmentarzu junikowskim

Na pokładzie znajdowali się:

### Załoga
- st. chor. pil. Andrzej Wiktor Wawrzaszek – I pilot, dowódca załogi (pilot 1. klasy z nalotem 1239 godzin na samolotach An-2),
- ppor. pil. inż. Wojciech Rzepka – II pilot (pilot 3. klasy z nalotem 1026 godzin na samolotach Ił-14 i An-2, awansowany pośmiertnie do stopnia porucznika),
- sierż. sztab. Franciszek Gierwazik – technik pokładowy (awansowany pośmiertnie do stopnia chorążego),

### Pasażerowie
- ppłk Henryk Wiktor Bełżek – oficer Oddziału Organizacji i planowania Szefostwa Wojsk Łączności i Radiolokacyjnego Ubezpieczania lotów
- ppłk pil. inż. Hieronim Jerzak – starszy inspektor Oddziału Szkolenia Podstawowego i Kursów Zarządu Szkolenia Lotniczego Dowództwa Wojsk Lotniczych[4]
- kpt. mgr inż. Marek Kozłowski
- ppłk pil. inż. Mieczysław Piętowski – starszy inspektor Zarządu Szkolenia Lotniczego Dowództwa Wojsk Lotniczych
- płk dypl. pil. Józef Piorun – starszy oficer Wydziału Planowania Operacyjnego Sztabu Dowództwa Wojsk Lotniczych